# Bryson Pope
Bryson Derrick Pope (Ploemeur, 7 marzo 1990) è un cestista francese con cittadinanza statunitense.
È il figlio di Derrick Pope e il fratello di Nicholas Pope, a loro volta cestisti.